# Cabimas (Venezuela)
Pour les articles homonymes, voir Cabimas.
Cabimas est une ville du Venezuela située dans l'État de Zulia, sur la rive orientale du lac Maracaibo. Elle a été fondée en 1758 et est restée un village de pêcheurs jusqu'à la découverte de gisements pétroliers en 1922. La ville s'est alors grandement développée et est peuplée en 2007 par plus de 268 000 habitants.

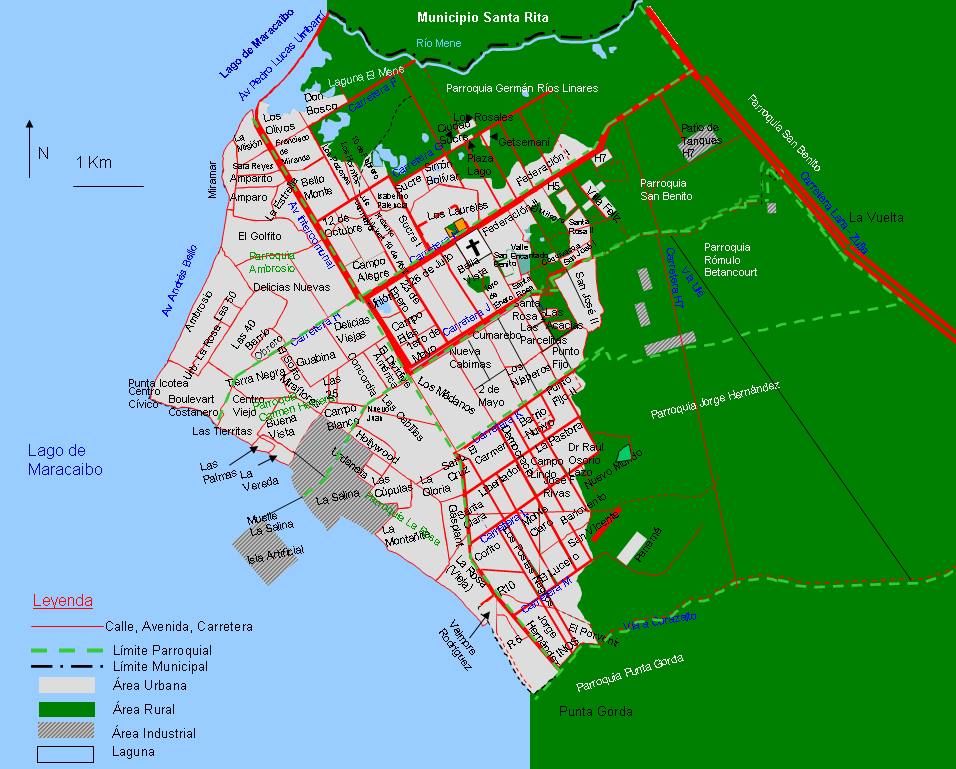
Plan général de Cabimas.